# Solly March
Solomon Benjamin March (* 20. července 1994 Eastbourne) je anglický profesionální fotbalista, který hraje na pozici krajního záložníka za anglický klub Brighton & Hove Albion FC. Je také bývalým anglickým mládežnickým reprezentanem.

## Klubová kariéra
March začal hrát fotbal v akademii Crystal Palace, následně hrál za Eastbourne Borough a v roce 2010 přešel do akademie Lewesu.

### Brighton
V prosinci 2011 podepsal March tříletou smlouvu s Brightonem.
Svého debutu v druhé lize se dočkal 10. srpna 2013, když nastoupil na poslední 4 minuty utkání proti Derby County. March vstřelil svůj první gól v kariéře ve čtvrtém kole FA Cupu na hřišti Port Vale 25. ledna 2014. V průběhu sezóny 2013/14 se stal stabilním členem základní sestavy a v dubnu 2014 podepsal March s klubem novou čtyřletou smlouvu.
V létě 2014 měl vážné problémy se zády, a tak do sezóny 2014/15 vstoupil až na konci listopadu. Rychle se prosadil zpátky do základní sestavy, nicméně v únoru utrpěl zranění lýtka při prohře 3:2 s Nottinghamem Forest, a tak pro něj předčasně skončila sezóna.
V létě 2016 March prodloužil smlouvu s Brightonem do roku 2020. Po návratu do prvního týmu po zranění se March hrál klíčovou roli při postupu Brightonu do Premier League v létě 2017.
March debutoval v Premier League 12. srpna 2017, když odehrál 75 minut utkání při prohře 2:0 s Manchesterem City. March vstřelil svůj první gól v Premier League 15. září 2017, když se postaral o úvodní branku zápasu s Bournemouthem (výhra 2:1).
23. srpna 2021 podepsal March novou smlouvu, kterou se zavázal ke své budoucnosti v klubu až do června 2024, přičemž trenér Graham Potter byl „opravdu potěšen, že Solly prodloužil svůj kontrakt“. 15. prosince odehrál celý zápas proti Wolves (1:0) a připsal si tak své 200. ligové utkání v dresu Brightonu.

## Reprezentační kariéra
March byl v září 2015 nominován Garethem Southgatem do anglické reprezentace do 21 let. Svého debutu v reprezentační jednadvacítce se dočkal 3. září při výhře 1:0 nad USA.

## Statistiky
K 9. lednu 2023
| Klub                   | Sezóna  | Liga           | Liga   | Liga | FA Cup | FA Cup | EFL Cup | EFL Cup | Celkem | Celkem |
| Klub                   | Sezóna  | Liga           | Zápasy | Góly | Zápasy | Góly   | Zápasy  | Góly    | Zápasy | Góly   |
| ---------------------- | ------- | -------------- | ------ | ---- | ------ | ------ | ------- | ------- | ------ | ------ |
| Brighton & Hove Albion | 2012/13 | Championship   | 0      | 0    | 0      | 0      | 0       | 0       | 0      | 0      |
| Brighton & Hove Albion | 2013/14 | Championship   | 24     | 0    | 4      | 1      | 0       | 0       | 28     | 1      |
| Brighton & Hove Albion | 2014/15 | Championship   | 11     | 1    | 2      | 0      | 0       | 0       | 13     | 1      |
| Brighton & Hove Albion | 2015/16 | Championship   | 16     | 3    | 0      | 0      | 1       | 0       | 17     | 3      |
| Brighton & Hove Albion | 2016/17 | Championship   | 25     | 3    | 2      | 0      | 0       | 0       | 27     | 3      |
| Brighton & Hove Albion | 2017/18 | Premier League | 36     | 1    | 3      | 0      | 1       | 0       | 40     | 1      |
| Brighton & Hove Albion | 2018/19 | Premier League | 35     | 1    | 2      | 1      | 0       | 0       | 37     | 2      |
| Brighton & Hove Albion | 2019/20 | Premier League | 19     | 0    | 0      | 0      | 0       | 0       | 19     | 0      |
| Brighton & Hove Albion | 2020/21 | Premier League | 21     | 2    | 2      | 1      | 0       | 0       | 23     | 3      |
| Brighton & Hove Albion | 2021/22 | Premier League | 31     | 0    | 2      | 0      | 0       | 0       | 33     | 0      |
| Brighton & Hove Albion | 2022/23 | Premier League | 17     | 2    | 1      | 0      | 2       | 0       | 20     | 2      |
| Celkem                 | Celkem  | Celkem         | 235    | 13   | 18     | 3      | 4       | 0       | 257    | 16     |